# Sharon Buchanan
Pour les articles homonymes, voir Buchanan.
Sharon Lee Buchanan (nom de jeune fille : Patmore), née le 12 mars 1963 en Australie-Occidentale, est une joueuse australienne de hockey sur gazon ayant disputé à trois reprises les Jeux olympiques. 
Elle est récipiendaire de la médaille de l'Ordre d'Australie,.

## Biographie
Buchanan est sélectionnée à quatre reprises en équipe olympique d'Australie et est la capitaine de 1989 à 1992, période de domination mondiale du hockey sur gazon féminin australien. Elle évolue initialement au poste d'attaquante, avant de prendre le rôle de demi-centre. Dès l'âge de douze ans, elle est appelée en équipe d'Australie-Occidentale des moins de 16 ans et un an plus tard en équipe d'Australie des moins de 16 ans. 
Buchanan fait partie du groupe australien sélectionné pour les Jeux olympiques d'été de 1980 à Moscou. Néanmoins, un boycott est imposé à la suite de l'invasion soviétique de l'Afghanistan en 1979. 
Quatre ans plus tard, Buchanan fait partie de l'équipe olympique disputant les Jeux olympiques de Los Angeles, mais il faut attendre 1988 pour voir l'Australie remporter l'or aux Jeux olympiques de Séoul. Les Australiennes terminent deuxièmes du Champions Trophy 1989 à Berlin avec Buchanan comme capitaine et deuxièmes de la Coupe du monde de hockey sur gazon féminin 1990 à Sydney. Elles remportent à Berlin le Champions Trophy 1991. Buchanan est élue meilleure joueuse du tournoi et obtient sa deuxième nomination en sélection mondiale.
Depuis 2008, Sharon Buchanan est mariée à Philip Reid, un habitant de Cairns.